# 57e méridien ouest
En géographie, le 57e méridien ouest est le méridien joignant les points de la surface de la Terre dont la longitude est égale à 57° ouest.

## Géographie

### Dimensions
Comme tous les autres méridiens, la longueur du 57e méridien correspond à une demi-circonférence terrestre, soit 20 003,932 km. Au niveau de l'équateur, il est distant du méridien de Greenwich de 6 345 km,.
Avec le 123e méridien est, il forme un grand cercle passant par les pôles géographiques terrestres.

### Régions traversées
En commençant par le pôle Nord et descendant vers le sud au pôle Sud, Le 57e méridien ouest passe par:
| Coordonnées          | Pays, territoire ou mer | Notes |
| -------------------- | ----------------------- | --- |
| 90° 00′ N, 57° 00′ O | Océan Arctique          | |
| 83° 33′ N, 57° 00′ O | Mer de Lincoln          | |
| 82° 11′ N, 57° 00′ O | Groenland               | Péninsule Nyeboe (en) |
| 90° 00′ N, 57° 00′ O | Mer de Baffin           | |
| 74° 10′ N, 57° 00′ O | Groenland               | |
| 74° 07′ N, 57° 00′ O | Mer de Baffin           | |
| 70° 00′ N, 57° 00′ O | Détroit de Davis        | |
| 60° 00′ N, 57° 00′ O | Océan Atlantique        | Mer du Labrador |
| 53° 43′ N, 57° 00′ O | Canada                  | Terre-Neuve-et-Labrador — Labrador |
| 51° 24′ N, 57° 00′ O | Détroit de Belle Isle   | |
| 50° 59′ N, 57° 00′ O | Canada                  | Terre-Neuve-et-Labrador — île de Terre-Neuve |
| 47° 35′ N, 57° 00′ O | Océan Atlantique        | |
| 5° 59′ N, 57° 00′ O  | Suriname                | |
| 2° 34′ N, 57° 00′ O  | Guyana                  | Zone revendiquée par le Suriname |
| 1° 54′ N, 57° 00′ O  | Brésil                  | Pará Amazonie — à partir de 1° 55′ S, 57° 00′ O Pará — à partir de 3° 49′ S, 57° 00′ O Mato Grosso — à partir de 9° 18′ S, 57° 00′ O Mato Grosso do Sul — à partir de 17° 40′ S, 57° 00′ O |
| 22° 13′ S, 57° 00′ O | Paraguay                | |
| 27° 28′ S, 57° 00′ O | Argentine               | |
| 29° 39′ S, 57° 00′ O | Brésil                  | |
| 30° 05′ S, 57° 00′ O | Uruguay                 | |
| 34° 34′ S, 57° 00′ O | Río de la Plata         | |
| 36° 20′ S, 57° 00′ O | Argentine               | |
| 37° 19′ S, 57° 00′ O | Océan Atlantique        | |
| 60° 00′ S, 57° 00′ O | Océan Austral           | |
| 63° 21′ S, 57° 00′ O | Antarctique             | Péninsule Antarctique — Liste des territoires par l' Argentine, le Chili et le Royaume-Uni                                                                                                 |
| 63° 38′ S, 57° 00′ O | Océan Austral           | Mer de Weddell — passe juste à l'est de l'Île Vega (à 63° 49′ S, 57° 03′ O) et Île James Ross (à 64° 10′ S, 57° 03′ O), Antarctique                                                        |
| 64° 21′ S, 57° 00′ O | Antarctique             | Île Snow Hill — Liste des territoires par l' Argentine, le Chili et le Royaume-Uni |
| 64° 27′ S, 57° 00′ O | Océan Austral           | Mer de Weddell |
| 75° 58′ S, 57° 00′ O | Antarctique             | Territoire Liste des territoires par l' Argentine, le Chili et le Royaume-Uni |